# Elisabeth Müller-Witt

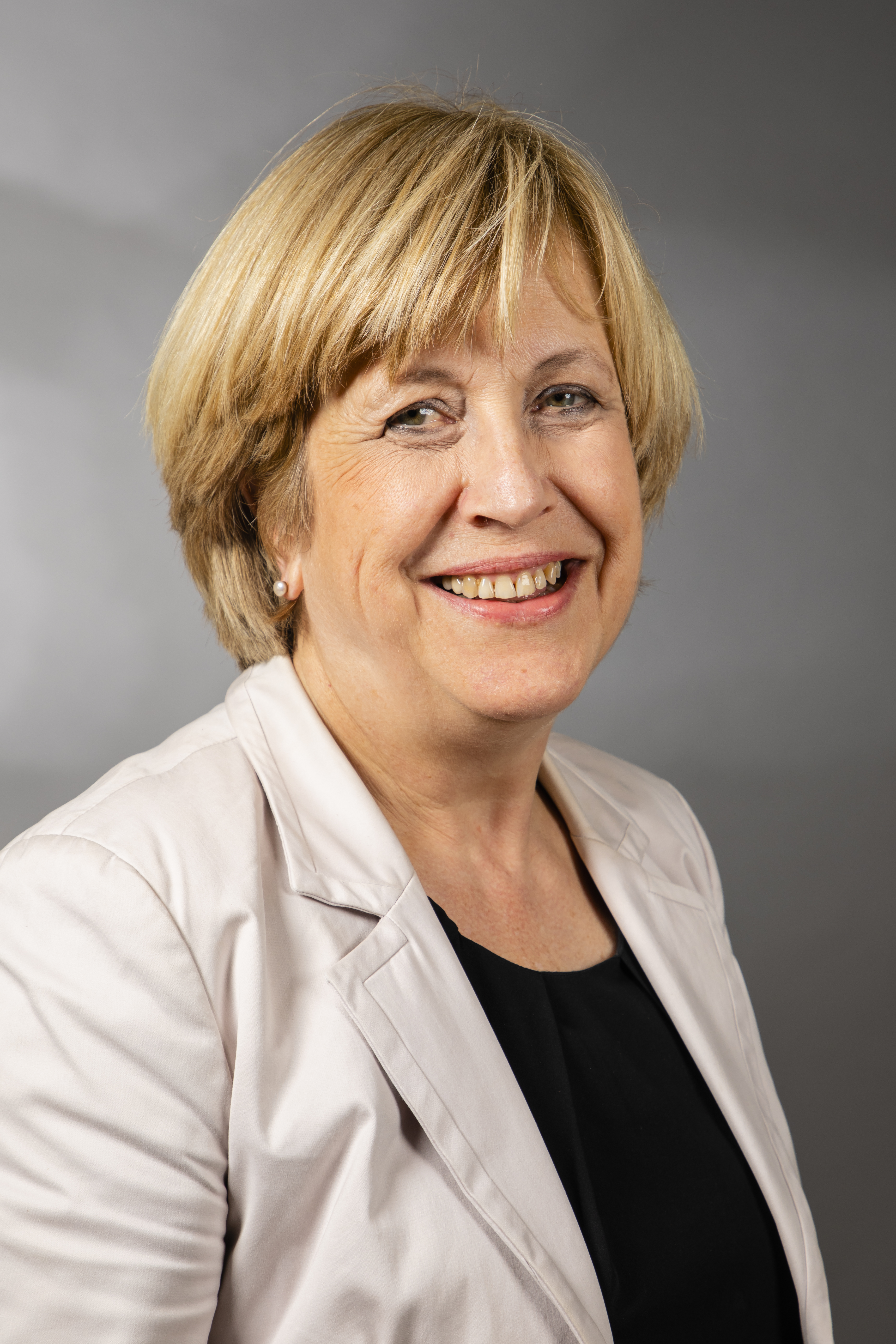
Elisabeth Müller-Witt (2019)

Elisabeth Müller-Witt (* 23. November 1953 in Gelsenkirchen) ist eine deutsche Politikerin (SPD). Sie ist seit 2012 Abgeordnete im Landtag von Nordrhein-Westfalen.

## Biografie
Elisabeth Müller-Witt studierte nach dem Abitur in den Jahren 1974 bis 1979 Volkswirtschaftslehre an der Universität Freiburg im Breisgau mit Abschluss als Diplom-Volkswirtin. Danach war sie in verschiedenen Projekten tätig.

## Politik
Elisabeth Müller-Witt gehört der SPD seit 1984 an. Sie vertrat ihre Partei in den Jahren 1995 bis 2012 im Stadtrat von Ratingen. Bei den Landtagswahlen 2012, 2017 und 2022 kandidierte sie jeweils für das Direktmandat im Landtagswahlkreis Mettmann III. Sie wurde 2012 direkt gewählt und zog 2017 und 2022 über die Landesliste der SPD in den Landtag ein. Seit Mai 2022 ist sie stellvertretende Vorsitzende der SPD-Landtagsfraktion.
Müller-Witt ist Mitglied im Kuratorium für das Haus der Geschichte Nordrhein-Westfalen.